# Мякинино (станция метро)
«Мяки́нино» — станция Арбатско-Покровской линии Московского метрополитена. Первая в истории Московского метрополитена, построенная за пределами административно-территориальных границ Москвы (в г. Красногорске Московской области); названа в честь деревни Мякинино. Открыта 26 декабря 2009 года в составе участка «Строгино» — «Митино». Наземная крытая однопролётная станция с двумя береговыми платформами. Первая в практике российского метростроения, в финансировании которой участвовал частный капитал — компания «Crocus Group» Араза Агаларова, в связи с чем не принадлежит ГУП «Московский метрополитен».

## История
В первоначальном проекте Митино-Строгинской линии станция «Мякинино» отсутствовала. Она появилась уже после того, как приступили к строительству участка «Строгино» — «Митино» и было принято решение о присоединении этого участка к Арбатско-Покровской линии в связи с активным развитием прилегающей к ней территории.
Изначально станцию планировали возвести за счёт бюджета Московской области рядом с новым комплексом зданий Правительства Московской области. За основу предполагалось взять немного изменённый проект односводчатой станции мелкого заложения, разработанный архитекторами ОАО «Метрогипротранс» для станции «Юго-Западная» проектируемой Солнцевской линии лёгкого метро. В дальнейшем этот архитектурный проект с некоторыми изменениями был реализован на станции «Борисово» Люблинско-Дмитровской линии.
После того как в финансировании строительства станции дал согласие участвовать частный инвестор — компания Crocus Group, в соответствии с его интересами станцию передвинули на территорию «Крокус-Сити» со встраиванием в здание наземной парковки. Из-за близкого расположения станции к метромосту, который к тому моменту уже был частично построен, было невозможно развести пути на расстояние, достаточное для строительства островной платформы, поэтому проект был переделан из варианта с одной островной платформой на вариант с двумя боковыми (береговыми) платформами.
Режим метро на станции действует с 16 декабря 2009 года. Первый поезд с пассажирами — чиновниками, журналистами и сотрудниками метро — прошёл 19 декабря (без остановки). Несмотря на многочисленные недоделки (ещё за 2 часа до пуска станции было неясно, откроется она или нет), станция была открыта 26 декабря в 11:25 в составе участка «Строгино» — «Митино», после ввода в эксплуатацию которого в Московском метрополитене стало 180 станций.
Первая станция Московского метрополитена, чьё открытие было широко анонсировано российским шоу-бизнесом. В конце ноября 2009 года в вагонах была расклеена специальная версия афиши (на официальном сайте «Седьмой радуги» и билетных партнёров не публиковалась) детского новогоднего шоу «АБВГДейка», созданного продюсерским центром «Седьмая радуга», проводившегося в Crocus City Hall с 29 декабря 2009 по 8 января 2010 года, отличительным атрибутом которой стал Крош из «Смешариков», держащий в нижнем правом углу фрейм с подписью «Внимание! В декабре открывается станция метро „Мякинино“». На случай срыва сроков открытия для перевозки зрителей была организована работа бесплатных шаттлов от метро «Строгино» и «Тушинская». В итоге метростроители не подвели продюсеров шоу, а оно стало последним, для которого была задействована работа указанных шаттлов.

## Название
Название станции дано по деревне Мякинино, расположенной за МКАД в пределах административных границ Москвы, в районе Кунцево Западного административного округа. Оно было утверждено 24 июня 2008 года постановлением Правительства Москвы на основании предложения городской межведомственной комиссии по наименованию территориальных единиц, улиц и станций метрополитена.
За неделю до открытия в газете «Московский комсомолец» появилось сообщение о том, что станции может быть присвоено название «Казахстанская». 22 декабря газета «Известия» написала, что уже готовы чертежи станции с новым названием, а документ о переименовании должен подписать мэр Москвы Юрий Лужков. На следующий день начальник метрополитена Дмитрий Гаев опроверг эту информацию, добавив, что в честь Казахстана будет названа другая строящаяся станция, но произойдёт это не раньше 2011 года.
Были и другие предложения по поводу названия станции. По словам заместителя начальника метро Николая Бабушкина, от ветеранских организаций поступало предложение присвоить станции название «Оборонная», но оно было отклонено с объяснением, что «фронтовое» Волоколамское шоссе находится далеко. Кроме того, инвестор «Мякинина» Арас Агаларов хотел назвать её «Крокус-Сити», в чём ему тоже отказали.

## Финансирование
«Мякинино» — первая станция в России, построенная на условиях государственно-частного партнёрства (и вторая после «Девяткина» Петербургского метрополитена, построенная в РСФСР, ныне находящаяся вне административных границ города, в окружающей области). Проектирование и строительство финансировались из бюджетов Москвы и Московской области и за счёт частных инвестиций коммерческой компании «Crocus Group». По информации журнала «Forbes», владелец «Crocus Group» Арас Агаларов стал единственным в России частным соинвестором строительства метро. Считалось, что после оформления станционного комплекса в собственность компании «Crocus Group» частный инвестор передаст его в эксплуатацию ГУП «Московский метрополитен», однако предприятию станция не принадлежит.

## Строительство
Тоннелепроходческий механизированный комплекс начал работу в Мякининской пойме 30 июля 2008 года. Длина тоннеля — около 1300 метров. Основные строительные работы на станционном комплексе выполнены строительной организацией «Тоннельный отряд № 6 Метростроя». Для бетонирования стен станции использовалась крупнощитовая сборно-разборная опалубка из алюминиевых балок МЕГАФОРМ AL. Для формирования монолитной плиты покрытия станции, толщина которой составляла более метра, а также для криволинейного в плане основания вестибюля специалисты компании «СТАЛФОРМ Инжиниринг» разработали проект опалубочной системы на основе универсальной опалубки перекрытий в стальных оцинкованных рамах СТАТИКО Szn.
| - Строительные работы на станции «Мякинино» |

## Расположение и вестибюли
Станция расположена на территории Мякининской поймы, входящей в состав городского поселения Красногорск Красногорского района Московской области, недалеко от МКАД, в непосредственной близости от выставочного центра «Крокус Экспо». После её ввода в эксплуатацию Московский метрополитен стал вторым после Петербургского, находящимся сразу в двух субъектах Российской Федерации (станция «Девяткино» Петербургского метрополитена, построенная в 1978 году, расположена в Ленинградской области, в городе Мурино).
Станция была спроектирована с тремя вестибюлями, из которых на момент открытия был построен только южный, вестибюль в северном торце был открыт 19 декабря 2013 года, а вестибюль в середине станции планируется достроить в будущем. Северный выход со станции ведёт в 3-й павильон выставочного центра Крокус Экспо, в котором также находился концертный зал «Crocus City Hall». Другой действующий вестибюль расположен в южном торце. В октябре 2015 года открылся пешеходный мост, соединяющий южный вестибюль с 1-м павильоном «Крокус Экспо» и ТРЦ «Vegas». Переход с одной платформы на другую возможен как через вестибюль, так и по переходному мостику в центральной части платформенного зала. Выход и переход между платформами осуществляется по лестницам, эскалаторами и лифтами станция не оборудована.
На противоположном берегу Москвы-реки построен новый жилой район Красногорска и круглогодичная крытая горнолыжная трасса «Снежком». Строительство пешеходного моста, связывающего этот район со станцией метро и с «Крокус-Сити», начато в мае 2013 года, завершено в ноябре 2014 года, стоимость составила 800 миллионов рублей.
В марте 2021 года было объявлено о выдаче положительного заключения на достройку вестибюлей в северной и центральной зонах платформы.
| - Наземный вестибюль станции в день открытия - Пешеходный мост в Павшинскую пойму - Вход на станцию из павильона №3 Крокус Сити |

## Архитектура и оформление
Станция «Мякинино» наземная крытая с береговыми платформами. Сооружена из монолитного железобетона.
Станция построена в стиле хай-тек. Уже в ходе строительства для удешевления отделочных работ по решению частного инвестора — компании Crocus Group Араза Агаларова — облицовку стен стеклом и мрамором, предусмотренную авторами архитектурного проекта, заменили на гранит и штукатурку. Также по экономическим соображениям отказались от предполагавшейся основной архитектурной темы перронного зала — ряда изящных светильников в виде облачков-отражателей. Освещение выполнено в виде световых линий, дополняемых небольшими светильниками на колоннах. Из-за большого объёма станции и отказа от использования отражателей освещённость перронного зала оказалась довольно низкой. Полы облицованы серым гранитом. Круглые в сечении колонны уже после открытия станции были отделаны нержавеющей сталью. «В Москве появилась станция-урод» — так отозвались архитекторы о результате. Однако подвесной потолок из шумопоглощающих панелей был сохранён и реализован. Благодаря такой конструкции, а также использованию деревянных шпал на щебёночном балласте и большому объёму, станция «Мякинино» стала одной из самых тихих станций в московском метро. Светодиодными полосами по краям платформы станция не оборудована. В начале 2017 года станция была оборудована стойками для зарядки гаджетов, оснащёнными розетками и USB-портами.
| - Панорама станции «Мякинино» через день после открытия |

## Лёгкое метро «Стрела»
Строительной компанией «Мортон» была начата реализация проекта подвесного лёгкого метро от станции «Мякинино» до посёлка Ильинское-Усово. На линии длиной 13 километров планировалось построить 10 станций. Летом 2016 года прошли испытания на первом километре линии. Однако после покупки компании «Мортон» группой компаний «ПИК» проект был заброшен. Сама концепция «лёгкого метро» планировалась ещё в 1990-х годах, однако из-за кризиса времён управления Москвой мэром Юрием Лужковым осталась нереализованной. Связанный с ней проект ныне существует в виде Бутовской линии.

## Угроза закрытия станции
16 августа 2016 года было объявлено о закрытии станции на неопределённый период с 22 августа. Причиной этому стало несоответствие требованиям технологической, пожарной и транспортной безопасности. В связи с тем, что станция не принадлежит Московскому метрополитену, было принято решение о её закрытии до исполнения всех требований собственником станции.
На следующий день мэр Москвы Сергей Собянин сообщил, что станцию закрывать не будут при условии, что Crocus Group (инвестор проекта станции) в ближайшее время устранит проблемы.
21 августа было официально объявлено о том, что станция продолжит свою работу в штатном режиме.
По словам президента Crocus Group Араса Агаларова, производится[когда?] оформление документов о том, что станция соответствует нормам безопасности. В дальнейшем юридический владелец станции Crocus Group должен был передать станцию в бессрочную и безвозмездную аренду метрополитену. Срок передачи был определён в конце второго квартала 2018 года.

## Станция в цифрах

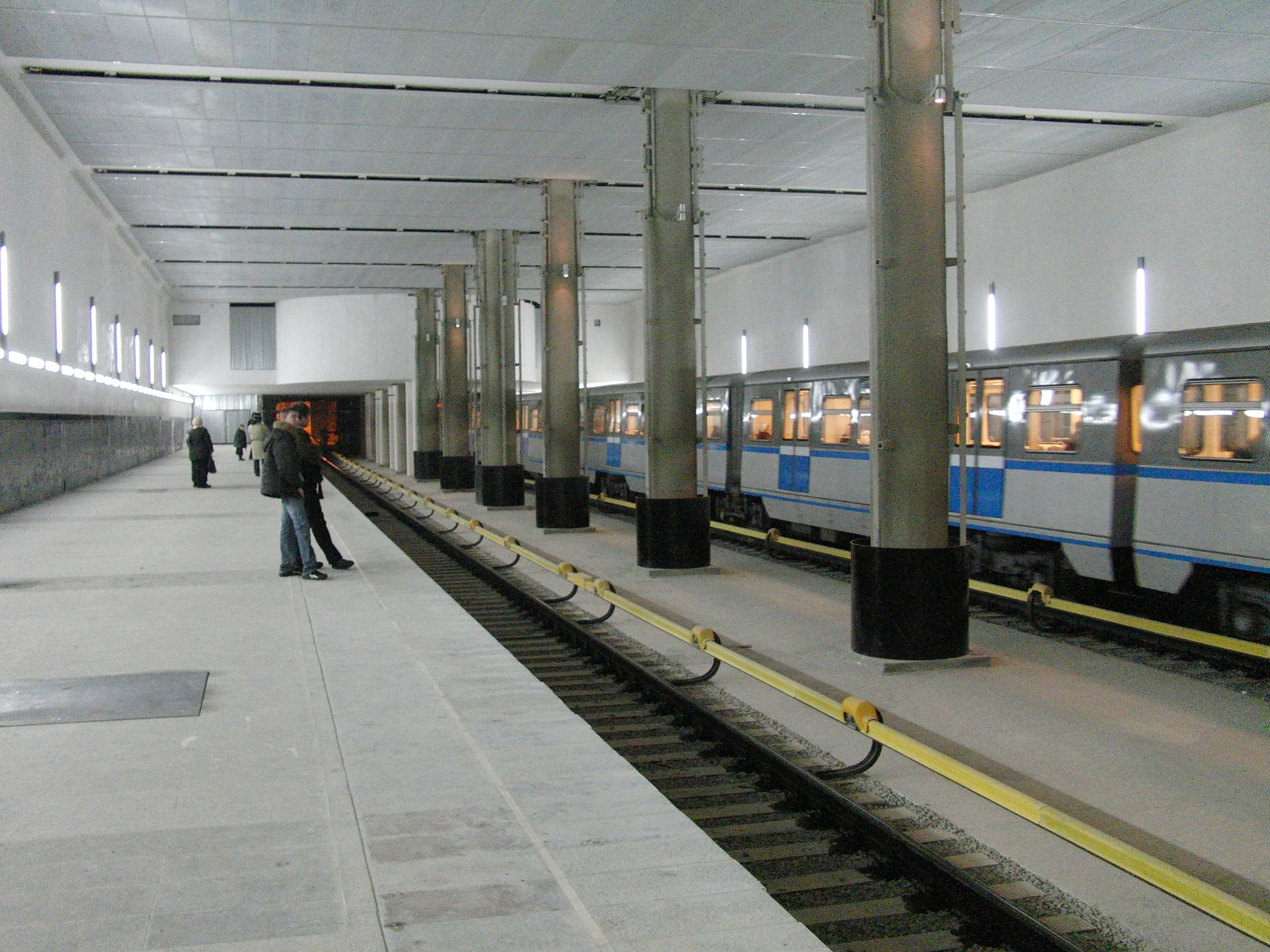
Мякинино.

- Ширина боковых платформ — 6 м.
- Высота перронного зала — 7,4 м.
- Шаг колонн — 9 м.
- Пикет: ПК 259+94
- Таблица времени прохождения первого поезда через станцию[36]:

| По чётным числам                  | Будние дни | Выходные дни |
| По нечётным числам                | Будние дни | Выходные дни |
| В сторону станции «Строгино»      | 05:45:00   | 05:44:00     |
| В сторону станции «Строгино»      | 05:45:00   | 05:44:00     |
| В сторону станции «Волоколамская» | 05:57:00   | 05:57:00     |
| В сторону станции «Волоколамская» | 05:55:00   | 05:55:00     |

## В компьютерных играх
«Мякинино» в нереализованном проекте воссоздана в дополнении (моде) «Metrostroi Subway Simulator» к игре «Garry's Mod» в Steam под вымышленным названием «Селигерская Роща» на вымышленной Селигерской линии. «игроками-энтузиастами» смоделирована и подключена к системе СЦБ с основным средством сигнализации в виде автоблокировки со светофорами и защитными участками, дополненной АЛС-АРС и функционирует в виде аддонов в Steam Workshop (в реальности на Арбатско-Покровской линии основным средством сигнализации является АЛС-АРС без автостопов и защитных участков с нормально погашенными светофорами автоматического действия; на них обязательно включение светофоров автоблокировки с «привычными» сигналами для осуществления проезда подвижного состава с необорудованными/неисправными/отключёнными устройствами АЛС-АРС, поскольку сигнал «один синий огонь», согласно Инструкции по сигнализации (ИСИ), штатно включённый на светофорах полуавтоматического действия (у путевого развития) является для поездов без АЛС-АРС запрещающим показанием). Дополнение отличается от других компьютерных симуляторов поезда высокой реалистичностью и широкой кастомизацией каких-либо действий.

## Наземный общественный транспорт

### Городской
На момент открытия и до 2011 года наряду со станциями «Спортивная», «Международная», «Студенческая» и «Воробьёвы горы» была одной из пяти в Московском метрополитене, к которым не подходил ни один из маршрутов городского наземного транспорта — ближайшая автобусная остановка находилась на Московской кольцевой автомобильной дороге примерно в километре.

### Областной
Позднее были введены маршрут 436п «Станция метро „Мякинино“» — «Дом Правительства Московской области», 436р «Станция метро „Мякинино“» — «1-й км Рублёво-Успенского шоссе», бесплатный автобус «Станция метро „Мякинино“» — «ТЦ „Твой дом“», маршрут 580 «Красногорск (станция метро „Мякинино“)» — «Истра (станция Истра)» и маршрут 1284к «Станция метро „Мякинино“» — «ЖК „Спутник“».